# 生命保険料控除
生命保険料控除（せいめいほけんりょうこうじょ）とは、所得税及び個人住民税において採用されている所得控除のひとつをいう。物的控除である。

## 概要
納税者が一定の条件を備えた生命保険契約等に係る保険料または掛金を支払った場合に、その年に支払った保険料等をもとに計算された所定の控除額が総所得金額等から控除される。契約者配当金等を控除した正味払込保険料が控除対象となる。実際に保険料を負担した人が対象者になり、必ずしも保険の契約者が対象者になるわけではない。

## 控除額
控除は契約内容に応じて、「一般生命保険料」、「介護医療保険料」、「個人年金保険料」に区分される。
その上で2012年（平成24年）1月1日以後に締結した保険契約等（新契約）に係る保険料と、2011年（平成23年）12月31日以前に締結した保険契約等（旧契約）に係る保険料とに分けて、控除額の計算をする。生命保険料を前納した場合は按分計算するが、一時払いに限ってその年の保険料になる。

### 新契約
| 年間に支払った保険料   | 所得税の控除額          | 住民税の控除額          |
| ---------------------- | ----------------------- | ----------------------- |
| 12,000円以下           | 全額                    | 全額                    |
| 12,000円超20,000円以下 | 全額                    | 払込保険料×1/2+6,000円  |
| 20,000円超32,000円以下 | 払込保険料×1/2+10,000円 | 払込保険料×1/2+6,000円  |
| 32,000円超40,000円以下 | 払込保険料×1/2+10,000円 | 払込保険料×1/4+14,000円 |
| 40,000円超56,000円以下 | 払込保険料×1/4+20,000円 | 払込保険料×1/4+14,000円 |
| 56,000円超80,000円以下 | 払込保険料×1/4+20,000円 | 28,000円                |
| 80,000円以上           | 40,000円                | 28,000円                |

※　2026年分所得税に限り、23歳未満の扶養親族がいる場合の一般生命保険料控除については、控除額の上限が6万円に引き上げられるなどの特例がある。

### 旧契約
| 年間に支払った保険料    | 所得税の控除額          | 住民税の控除額          |
| ----------------------- | ----------------------- | ----------------------- |
| 15,000円以下            | 全額                    | 全額                    |
| 15,000円超25,000円以下  | 全額                    | 払込保険料×1/2+7,500円  |
| 25,000円超40,000円以下  | 払込保険料×1/2+12,500円 | 払込保険料×1/2+7,500円  |
| 40,000円超50,000円以下  | 払込保険料×1/2+12,500円 | 払込保険料×1/4+17,500円 |
| 50,000円超70,000円以下  | 払込保険料×1/4+25,000円 | 払込保険料×1/4+17,500円 |
| 70,000円超100,000円以下 | 払込保険料×1/4+25,000円 | 35,000円                |
| 100,000円以上           | 50,000円                | 35,000円                |

### 新契約と旧契約の双方の保険料がある場合
1～3のうち、いずれか多い金額を控除額とする。ただし、生命保険料控除全体（区分毎の合計）では、所得税12万円（住民税7万円）を上限とする。
1. 新契約のみの控除額
2. 旧契約のみの控除額
3. 1の控除額と2の控除額の合算額（上限： 所得税4万円、住民税28千円）

### 手続き
確定申告又は年末調整において、原則として「生命保険料控除証明書」が必要とされる。